# Березина (заповідне урочище, Лановецький район)
Березина — заповідне урочище в Україні. Розташоване поблизу села Волиця Кременецького району Тернопільської області, поряд із піщаним кар'єром та у кв. 60, вид. 1-3 Лановецького лісництва Кременецького держлісгоспу.
Площа — 21,2 га. Оголошене об'єктом природно-заповідного фонду рішенням виконкому Тернопільської обласної ради від 26 грудня 1983 року № 496 зі змінами, затвердженими рішенням Тернопільської обласної ради від 27 квітня 2001 року № 238. Перебуває у віданні місцевої агрофірми (6,7 га) та Кременецького держлісгоспу ДЛГО «Тернопільліс» (14,5 га).
Під охороною — схил південно-східної експозиції з лучно-степовими та степовими фітоценозами. Цінність становлять гадючник шестипелюстковий, цмин пісковий, первоцвіт весняний та інші рідкісні й такі, що перебувають на грані зникнення, види рослинного світу на тер. обл. Місце оселення корисної ентомофауни.